# Langenlehsten
Langenlehsten település Németországban, Schleswig-Holstein tartományban. Lakosainak száma 177 fő (2023. december 31.). Langenlehsten Göttin (Lauenburg) és Güster (Lauenburg) községekkel határos.

## Népesség
A település népességének változása:
| Lakosok száma | 176  | 167  | 151  | 158  | 154  | 172  | 177  |
|               | 1975 | 2014 | 2017 | 2019 | 2021 | 2022 | 2023 |